# بازی‌های آفریقایی ۲۰۲۳
بازی‌های آفریقایی ۲۰۲۳ (انگلیسی: 2023 African Games) یک رویداد چندورزشی است که از ۸ تا ۲۳ مارس ۲۰۲۴ در آکرا، غنا برگزار شده است.

## ورزش‌ها
- مچ‌اندازی  (جزئیات)
- دو و میدانی  (جزئیات)
- بدمینتون  (جزئیات)
- بسکتبال ۳ نفره  (جزئیات)
- بوکس  (جزئیات)
- شطرنج  (جزئیات)
- کریکت (۲) (جزئیات)
- دوچرخه‌سواری  (جزئیات)
- هاکی روی چمن (۲) (جزئیات)
- فوتبال (۲) (جزئیات)
- هندبال  (جزئیات)
- جودو  (جزئیات)
- کاراته  (جزئیات)
- راگبی ۷ نفره  (جزئیات)
- شنا  (جزئیات)
- تنیس روی میز  (جزئیات)
- تکواندو  (جزئیات)
- تنیس روی میز  (جزئیات)
- ورزش سه‌گانه  (جزئیات)
- والیبال  (جزئیات) 
  -  والیبال ساحلی  (جزئیات)
- وزنه‌برداری  (جزئیات)
- کشتی  (جزئیات)

ورزش‌های غیررسمی:
- ورزش‌های الکترونیک  (جزئیات)
- هنرهای رزمی ترکیبی  (جزئیات)
- Pickleball  (جزئیات)
- تک‌بال  (جزئیات)
- اسکربل  (جزئیات)
- اسپیدبال  (جزئیات)
- سامبو  (جزئیات)

## کشورهای شرکت‌کننده
| کشورهای شرکت‌کننده در بازی‌های آفریقایی ۲۰۲۳ |
| --- |
| - الجزایر (۲۲۲) - آنگولا (۱۱۰) - بنین (۱۰۹) - بوتسوانا (۶۵) - بورکینافاسو (۱۲۹) - بوروندی (۲۴) - کامرون (۶۵) - جمهوری آفریقای مرکزی (۲۵) - چاد (۲۹) - جمهوری کنگو (۷۷) - کومور (۱۰) - ساحل عاج (۵۰) - جیبوتی (۱۳) - جمهوری دموکراتیک کنگو (۱۳۷) - مصر (۲۸۴) - گینه استوایی (۳۳) - اریتره (۳۳) - اسواتینی (۱۳) - اتیوپی (۱۶۱) - گابن (۳۶) - گامبیا (۶۸) - غنا (۴۱۴) (میزبان) - گینه (۲۰) - گینه بیسائو (۵) - کنیا (۲۱۹) - لسوتو (۹) - لیبریا (۲۰) - لیبی (۱۴) - ماداگاسکار (۶۵) - مالاوی (۱۰) - مالی (۸۴) - موریتانی (۱۰) - موریس (۷۷) - مراکش (۸۱) - موزامبیک (۳۲) - نامیبیا (۸۹) - نیجر (۲۸) - نیجریه (۳۵۰) - رواندا (۴۴) - سائوتومه و پرنسیپ (۷) - سنگال (۱۰۴) - سیشل (۴۸) - سیرالئون (۴۸) - سومالی (۱) - آفریقای جنوبی (۱۸۹) - سودان جنوبی (۲۹) - سودان (۷) - تانزانیا (۷۷) - توگو (۶۲) - تونس (۱۳۶) - اوگاندا (۲۱۷) - زامبیا (۷۳) - زیمبابوه (۸۹) |

## جدول مدال‌ها
منبع:
  *   کشور میزبان (غنا)
| رتبه           | NOC                   | طلا | نقره | برنز | مجموع |
| -------------- | --------------------- | --- | ---- | ---- | ----- |
| ۱              | مصر                   | ۱۰۳ | ۴۷   | ۴۳   | ۱۹۳   |
| ۲              | نیجریه                | ۴۷  | ۳۴   | ۴۰   | ۱۲۱   |
| ۳              | آفریقای جنوبی         | ۳۲  | ۳۲   | ۴۲   | ۱۰۶   |
| ۴              | الجزایر               | ۲۹  | ۳۸   | ۴۸   | ۱۱۵   |
| ۵              | تونس                  | ۲۲  | ۲۷   | ۳۸   | ۸۷    |
| ۶              | غنا*                  | ۱۹  | ۲۹   | ۲۱   | ۶۹    |
| ۷              | مراکش                 | ۹   | ۱۲   | ۱۴   | ۳۵    |
| ۸              | اتیوپی                | ۹   | ۸    | ۵    | ۲۲    |
| ۹              | موریس                 | ۹   | ۵    | ۱۱   | ۲۵    |
| ۱۰             | کنیا                  | ۸   | ۸    | ۲۱   | ۳۷    |
| ۱۱             | اریتره                | ۷   | ۲    | ۶    | ۱۵    |
| ۱۲             | سنگال                 | ۴   | ۷    | ۱۸   | ۲۹    |
| ۱۳             | اوگاندا               | ۴   | ۶    | ۱۰   | ۲۰    |
| ۱۴             | زامبیا                | ۴   | ۵    | ۵    | ۱۴    |
| ۱۵             | ماداگاسکار            | ۴   | ۴    | ۷    | ۱۵    |
| ۱۶             | نیجر                  | ۴   | ۱    | ۶    | ۱۱    |
| ۱۷             | کامرون                | ۳   | ۱۳   | ۱۴   | ۳۰    |
| ۱۸             | زیمبابوه              | ۳   | ۴    | ۴    | ۱۱    |
| ۱۹             | بنین                  | ۳   | ۱    | ۰    | ۴     |
| ۲۰             | جمهوری دموکراتیک کنگو | ۲   | ۷    | ۹    | ۱۸    |
| ۲۱             | آنگولا                | ۲   | ۱    | ۵    | ۸     |
| ۲۱             | مالی                  | ۲   | ۱    | ۵    | ۸     |
| ۲۳             | گامبیا                | ۲   | ۰    | ۰    | ۲     |
| ۲۴             | لیبی                  | ۱   | ۱۱   | ۱    | ۱۳    |
| ۲۵             | نامیبیا               | ۱   | ۴    | ۵    | ۱۰    |
| ۲۶             | بورکینافاسو           | ۱   | ۲    | ۷    | ۱۰    |
| ۲۷             | گینه                  | ۱   | ۱    | ۱    | ۳     |
| ۲۸             | سودان جنوبی           | ۱   | ۰    | ۰    | ۱     |
| ۲۹             | ساحل عاج              | ۰   | ۹    | ۹    | ۱۸    |
| ۳۰             | موزامبیک              | ۰   | ۵    | ۱    | ۶     |
| ۳۱             | بوتسوانا              | ۰   | ۳    | ۱۰   | ۱۳    |
| ۳۲             | لیبریا                | ۰   | ۲    | ۲    | ۴     |
| ۳۳             | توگو                  | ۰   | ۱    | ۳    | ۴     |
| ۳۳             | جمهوری آفریقای مرکزی  | ۰   | ۱    | ۳    | ۴     |
| ۳۳             | گابن                  | ۰   | ۱    | ۳    | ۴     |
| ۳۶             | سومالی                | ۰   | ۱    | ۰    | ۱     |
| ۳۶             | گینه استوایی          | ۰   | ۱    | ۰    | ۱     |
| ۳۸             | جمهوری کنگو           | ۰   | ۰    | ۵    | ۵     |
| ۳۹             | تانزانیا              | ۰   | ۰    | ۳    | ۳     |
| ۴۰             | جیبوتی                | ۰   | ۰    | ۱    | ۱     |
| ۴۰             | رواندا                | ۰   | ۰    | ۱    | ۱     |
| ۴۰             | لسوتو                 | ۰   | ۰    | ۱    | ۱     |
| ۴۰             | چاد                   | ۰   | ۰    | ۱    | ۱     |
| ۴۰             | گینه بیسائو           | ۰   | ۰    | ۱    | ۱     |
| مجموع (۴۴ NOC) | مجموع (۴۴ NOC)        | ۳۳۶ | ۳۳۴  | ۴۳۰  | ۱۱۰۰  |